# Guiron le Courtois
Guiron le Courtois ist eine literarische Figur der Artus-Sage, ein Ritter und eine der Hauptfiguren des französischen Romans Palamedes von Rustichello da Pisa. In späteren Fassungen heißt der Roman Guiron le Courtois oder einfach die Kompilation. Im Laufe seiner Abenteuer wird er der Gefährte von Danyn dem Roten, dem Herrn der Burg von Malaonc, dessen Frau, die Lady von Malaonc, die schönste Frau in Britannien ist. Guiron und die Dame verlieben sich ineinander, aber der höfliche Ritter bleibt seinem Freund Danyn treu. Später verlieben sich beide Ritter in die Dame Bloye, aber dieses Mal triumphiert Guiron, obwohl das Paar gefangen genommen wird und die Geschichte mit den Abenteuern ihres Sohnes, der ebenfalls Guiron heißt, fortgesetzt wird.
Die Texte der Palamedes, Guiron Kompilation aus den Jahren 1235–1240, schaffen neue Abenteuer rund um die Legenden von Tristan und dem Lancelot-Gral, indem sie auf die Helden der vorherigen Generation zurückgreifen. Uther Pendragon, der Vater von Artus, ist noch am Leben, ebenso wie die Väter von Erec und Tristan. Der Titel bezieht sich auf den sarazenischen Ritter Palamedes, dessen Vater Esclabor ebenfalls eine Rolle spielt. In einigen Versionen wird Palamedes als eine der Hauptfiguren genannt, aber Guiron le Courtois und Meliodas sind die wichtigsten Charaktere. Spätere Versionen, einschließlich der in Paris gedruckten Ausgaben des frühen 16. Jahrhunderts, sind in zwei Teile unterteilt, wobei der erste den Titel Meliadus de Leonnoys und der zweite Gyron le Courtoys trägt.